# Derwix Paixà
|  | Per a altres significats, vegeu «Derwix Mehmed Paixà». |

Derwix Paixà - Derviş Paşa en la grafia turca moderna - (? - 1606) fou un gran visir otomà d'origen bosnià. Va servir amb els bostandjs i va esdevenir ketkhuda, i per influència de la Walida Sultan, va arribar a Bostandji-bashi (1604). El gener de 1606 fou nomenat Kapudan Paixà amb rang de visir i el juny següent va esdevenir Gran Visir; els seus enemics van influir en el sultà Ahmet I que el va destituir i el va fer executar el desembre de 1606. Els historiadors el descriuen com un home rude, injust i incompetent, però l'ambaixador anglès, Lello, el jutja més favorablement.